# 북부동굴박쥐
북부동굴박쥐(Vespadelus caurinus)는 애기박쥐과에 속하는 박쥐의 일종이다. 오스트레일리아에서만 발견된다.

## 특징
북부동굴박쥐는 웨스턴오스트레일리아주 킴벌리 지역부터 노던 준주의 북단 전역, 그리고 퀸즐랜드주 북부-서부 안쪽의 카펜타리아 만 남쪽에 이르는 오스트레일리아 몬순 열대 기후 지역에서 발견된다.